# Бондар Ксенія Ігорівна
Ксенія Ігорівна Бондар (до 2011 — Наумова; нар.. 1 лютого 1990, Іжевськ) — російська волейболістка, нападниця-догравальниця, майстер спорту міжнародного класу.

## Біографія
Ксенія Наумова народилася 1990 року в Іжевську в сім'ї волейболіста збірної СРСР Ігоря Наумова. Почала займатися волейболом в рідному місті у тренера Г. В. Удалової. З 1997 по 2003 роки жила з родиною в Туреччині, за клуби якої виступав її батько.
Після повернення в Росію продовжила заняття волейболом у знаменитої московської СДЮСШОР № 65. У 2004—2008 грала за дубль команди «Заріччя-Одинцово» в чемпіонатах Росії, а в сезоні 2006/2007 провела один матч в суперлізі за основний склад. З 2008 вже постійно виступала за основу «Заріччя-Одинцово» і в сезоні 2008/2009 стала бронзовим призером Кубка Росії та срібним — чемпіонату країни. З 2009—2010 виступала за казанське «Динамо», на один сезон поверталася в Одинцово, а з 2011 грала за «Тюмень-ТюмГУ» (2011—2013) і новоуренгойський «Факел» (2013—2014). Після дворічної перерви у виступах в 2016 уклала контракт з новачком суперліги южносахалинским «Сахаліном». В 2017—2018 рр. грала за красноярський «Єнісей», а в 2018 році перейшла в санкт-петербурзьку «Ленінградку». У 2019 повернулася в «Сахалін».
У 2007—2008 Ксенія Наумова грала за юніорську та молодіжну збірні Росії, у складі яких вигравала медалі світової та європейської першостей.
У 2009 році головний тренер Володимир Кузюткин збірної Росії привернув 19-річну волейболістку до виступів за національну команду. У червні Наумова стала переможцем Кубка Бориса Єльцина, а в серпні в японській Осаці дебютувала вже в офіційних змаганнях, взявши участь у розіграші Гран-прі. 7 серпня Наумова вийшла на заміну у матчі збірної Росії проти Південної Кореї і зуміла за гру набрати 22 очки. Всього ж в тому розіграші волейболістка провела 6 ігор, з яких у трьох виходила в стартовому складі.
В 2010, 2011 і 2013 роках К. Наумова (з 2011 — Бондар) також залучалася до виступів за національну команду, двічі за цей час ставши переможцем розіграшу Кубка Бориса Єльцина. У 2011 взяла участь у чемпіонаті Європи, де провела за збірну Росії 1 матч.
В 2011 і 2013 роках Ксенія Бондар входила до складу студентської збірної Росії на Всесвітніх Універсіадах, 2011 року вигравши «бронзу», а в 2013 р. — «золото» волейбольних турнірів університетських ігор.

### Клубна кар'єра
- 2004—2009 —  «Заріччя-Одинцово» (Московська область);
- 2009—2010 —  «Динамо-Казань» (Казань);
- 2010—2011 —  «Заріччя-Одинцово» (Московська область);
- 2011—2013 —  «Тюмень-ТюмГУ» (Тюмень);
- 2013—2014 —  «Факел» (Новий Уренгой);
- 2016—2017 —  «Сахалін» (Южно-Сахалінськ);
- 2017—2018 —  «Єнісей» (Красноярськ);
- 2018—2019 —  «Ленінградка» (Санкт-Петербург);
- з 2019 —  «Сахалін» (Южно-Сахалінськ).

## Досягнення

### З клубами
- срібний призер чемпіонату Росії 2009;
- срібний (2017) і дворазовий бронзовий (2008, 2010) призер розіграшу Кубка Росії.

### Зі збірними
- срібний призер Світового Гран-прі 2009.
- учасниця чемпіонату Європи 2011.
- триразовий переможець Кубку Єльцина — 2009, 2010, 2013;
  - бронзовий призер Кубку Єльцина 2011.
- срібний призер Монтре Волею Мастерс 2013.
- чемпіонка (2013) і бронзовий призер (2011) Всесвітніх Універсіад у складі студентської збірної Росії;
- срібний призер чемпіонату Європи 2008 у складі молодіжної збірної Росії.
- бронзовий призер чемпіонату світу серед дівчат 2007 у складі юніорської збірної Росії;
  - учасниця чемпіонату Європи серед дівчат 2007 у складі юніорської збірної Росії.

## Родина
У 2011 році Ксенія Наумова вийшла заміж за колишнього волейболіста команди «Іскра»-2 (Одинцово) Олександра Бондаря. У 2015 році народила дочку.

## Нагороди та звання
- Почесна грамота Президента Російської Федерації (19 липня 2013 року) — за високі спортивні досягнення на XXVII Всесвітньої літньої універсіади 2013 року в місті Казані[3]
- Майстер спорту міжнародного класу Росії[4].